# Sam Jaffe
Sam Jaffe (n. 10 martie 1891, New York City, New York, SUA – d. 24 martie 1984, Beverly Hills, California, SUA) a fost un actor american.
A fost nominalizat la Premiul Oscar pentru cel mai bun actor în rol secundar pentru interpretarea sa actoricească din filmul Jungla de asfalt (1950) și a apărut în alte filme clasice cum ar fi Ben-Hur (1959) sau Ziua în care Pământul s-a oprit (1951). Probabil este cel mai cunoscut pentru rolul titular din filmul RKO Gunga Din (1939) sau Marele Lama din Lost Horizon (1937).

## Biografie
Sam Jaffe s-a născut sub numele de Shalom Jaffe într-o familie de evrei ruși, Heida (Ada) și Barnett Jaffe, în New York. Mama sa, înainte de a emigra în SUA, a fost actriță în teatrul idiș din Odesa, iar tatăl său a fost bijutier. El a fost cel mai mic dintre cei patru copii, frații săi fiind Avraam, Sophie și Annie. În copilărie, Jaffe a participat la spectacole de teatru în idiș împreună cu mama sa, care, după sosirea în America, a devenit o actriță populară în vaudeville. A studiat ingineria la City College din New York și a urmat cursuri la Universitatea Columbia. Înainte de a începe o carieră în actorie, a lucrat câțiva ani ca profesor de matematică în Bronx. Din 1915 a început să joace în teatru ca actor profesionist. Debutul său pe Broadway a avut loc în 1918.
Sam Jaffe a debutat în cinematografie în 1934, interpretând rolul împăratului Petru al III-lea în filmul pseudoistoric „Împărăteasa roșie”, având-o pe Marlene Dietrich în rol principal. De asemenea, a jucat în două filme regizate de John Huston: „Jungla de asfalt” (1950) și „Barbarul și gheișa” (1958). Pentru rolul său din „Jungla de asfalt”, a fost distins cu premiul pentru cel mai bun actor la Festivalul de Film de la Veneția în 1950. Cel mai bun prieten al său era Edward G. Robinson.
În anii ’50, Jaffe a fost inclus pe Lista neagră de la Hollywood din cauza suspiciunilor directorilor de studiouri de la Hollywood privind simpatiile sale pentru comuniști, însă, în ciuda acestui fapt, a jucat în filmul lui Robert Wise, „Ziua în care Pământul s-a oprit”, iar mai târziu în epopeea lui William Wyler, „Ben-Hur” (1959), care a câștigat 11 premii Oscar.
Între 1961 și 1965, Jaffe a interpretat rolul doctorului David Zorba în serialul medical „Ben Casey”, pentru care a fost nominalizat la premiul „Emmy”. A apărut în rolul Zoltan Zorba într-un episod al serialului „Batman”. În 1975, a jucat rolul unui medic pensionat, ucis de soția sa interpretată de Janet Leigh, în episodul „Forgotten Lady” din serialul „Columbo”. Sam Jaffe a continuat să joace pe scenă până în 1979.

## Viața personală și moartea
În 1926, Jaffe s-a căsătorit cu cântăreața de operă și vedeta comediilor muzicale Lillian Taiz, alături de care a trăit până în 1941, când aceasta a murit de cancer. În 1956, s-a căsătorit cu actrița Bettye Ackerman (el avea 65 de ani, ea 32), alături de care a jucat ulterior în „Ben Casey”. Nu a avut copii nici din prima, nici din a doua căsătorie.
Sam Jaffe a murit de carcinom în Beverly Hills, California. A fost înmormântat în Los Angeles, la cimitirul memorial Eden. La mormântul soției sale din Williston, Carolina de Sud, i-a fost ridicat un cenotaf.

## Filmografie
- 1934 Uraganul (The Scarlet Empress), regia Josef von Sternberg
- 1934 We Live Again
- 1937 Lost Horizon
- 1938 The Adventures of Robin Hood - nemenționat
- 1939 Gunga Din
- 1947 13 Rue Madeleine
- 1947 Gentleman's Agreement
- 1949 The Accused
- 1949 Rope of Sand
- 1950 The Asphalt Jungle
- 1951 Under the Gun
- 1951 I Can Get It for You Wholesale
- 1951 Ziua în care Pământul s-a oprit (The Day the Earth Stood Still), regia Robert Wise - Professor Barhardt
- 1957 Les Espions (The Spies)
- 1958 The Barbarian and the Geisha
- 1959 Ben-Hur, regia William Wyler
- 1967 A Guide for the Married Man
- 1967 Tarzan's Jungle Rebellion
- 1968 La Bataille de San Sebastian (Guns for San Sebastian)
- 1969 Night Gallery
- 1969 The Great Bank Robbery
- 1970 Quarantined (film TV)
- 1970 The Dunwich Horror
- 1970 The Old Man Who Cried Wolf (film TV)
- 1971 Bedknobs and Broomsticks
- 1971 The Tell-Tale Heart
- 1971 Enemies (film TV)
- 1972 Ghost Story (film TV)
- 1973 Saba of Sonora (film TV)
- 1975 Columbo: Forgotten Lady (TV, )
- 1976 The Sad and Lonely Sundays (film TV)
- 1980 Gideon's Trumpet (film TV)
- 1980 Battle Beyond the Stars
- 1984 Nothing Lasts Forever
- 1984 Rio Abajo